# إدموند أبيل
إدموند أبيل (بالإنجليزية: Edmund Abel)‏ هو مهندس أمريكي، ولد في 12 مايو 1921، وتوفي في 21 أبريل 2014.